# Samuel Henderson
Samuel Henderson (* 27. November 1764 in England; † 17. November 1841 in Upper Merion, Pennsylvania) war ein US-amerikanischer Politiker. In den Jahren 1814 und 1815 vertrat er den Bundesstaat Pennsylvania im US-Repräsentantenhaus.

## Werdegang
Samuel Henderson besuchte die Schulen seiner englischen Heimat. Im Jahr 1782 wanderte er in die Vereinigten Staaten aus, wo er sich im Montgomery County in Pennsylvania niederließ. Dort betrieb er einige Marmorsteinbrüche. Politisch wurde er Mitglied der Ende der 1790er Jahre von Alexander Hamilton gegründeten Föderalistischen Partei.
Nach dem Rücktritt des Abgeordneten Jonathan Roberts wurde Henderson bei der fälligen Nachwahl im zweiten Bezirk von Pennsylvania als dessen Nachfolger in das US-Repräsentantenhaus in Washington, D.C. gewählt, wo er am 11. Oktober 1814 sein neues Mandat antrat. Bis zum 3. März 1815 konnte er die laufende Legislaturperiode im Kongress beenden. In dieser Zeit endete der Britisch-Amerikanische Krieg.
Nach seiner Zeit im US-Repräsentantenhaus nahm Samuel Henderson seine früheren Tätigkeiten in seinen Steinbrüchen wieder auf. Er starb am 17. November 1841 auf seinem Anwesen im Montgomery County.